# Solo 720
Das Solo 720 von Solo Kleinmotoren in Sindelfingen, auch Solo Electra genannt, war das erste in Serie produzierte Elektromofa der Welt. Es wurde bereits 1972 vorgestellt, ging aber erst 1973 (Ölkrise) in Serie. Das Versandhaus Quelle bot es auch unter seiner Hausmarke Mars an. Es war nahezu baugleich mit der Garelli Katia Elektro, das von Neckermann angeboten wurde.
Es konnte jedoch nur in geringer Stückzahl abgesetzt werden, da es mit schwacher Leistung und kurzer Reichweite auch noch zu einem hohen Preis von etwa 1100 DM angeboten wurde. Ein damaliges Mofa mit Zweitaktmotor (bis 1,1 kW / 1,5 PS) kostete weniger und hatte nicht die lange Ladezeit des Bleiakkumulators, der obendrein durch Tiefentladung zerstört werden konnte. Ähnlich gering war der Verkaufserfolg des Hercules DKW E1 Accu bike (mit 24 Volt Bosch GPA Motor 800 Watt), das als leises Elektromofa bei der sich gern motorisierenden Jugend trotz fehlenden Abgasgeruches ebenfalls fast keine Käufer fand.

## Technische Daten
Das Solo Electra (720) wird von einem 24-V-Gleichstrommotor mit 750-Watt von Bosch angetrieben. Mit einem Schlüsselschalter wird das Mofa in Betrieb genommen, dann lässt sich der Motor an- und ausschalten. Sein Drehmoment überträgt eine Fliehkraftkupplung über einen Keilriemen an eine Zwischenwelle, von der aus eine Kette zum Hinterrad führt. Da es auch über eine Tretkurbel mit Freilauf angetrieben werden kann, ist es als Fahrrad mit Hilfsmotor eingestuft. Den Strom liefern zwei in Reihe geschaltete, handelsübliche 12-V-Autobatterien mit einer Kapazität von je 40 Ah. Das Fahrwerk, das die 30 kg der schweren Batterien sowie die restlichen 37 kg des Mofas hält, hat eine Teleskopgabel vorn und zwei Feder-Dämpfer-Einheiten an der Hinterradschwinge. Beide 10-Zoll-Räder haben Trommelbremsen. Die Reichweite betrug laut Betriebsanleitung 37 Kilometer.

## Ausstattung
Das Solo Electra (720) wurde meist mit einem roten Batteriedeckel aus Kunststoff und einem weißen Rahmen geliefert. Eine Besonderheit dieses Mofas war das Voltmeter zur Anzeige des Ladezustandes, das wie der Tachometer im Frontscheinwerfergehäuse des Fahrzeugs sitzt.
Zu dem Grundpreis von 1054,50 DM (1973) kam noch ein Schnell-Ladegerät für 99,90 DM Aufpreis hinzu.